# Wojciech Włodarczyk
Wojciech Julian Włodarczyk (Andrychów, 28 ottobre 1990) è un pallavolista polacco, schiacciatore del Padova.

## Palmarès

### Club
MEVZA:
- 2012-13

Campionato austriaco:
- 2012-13

Campionato polacco:
- 2013-14[1]
- 2014-15

### Nazionale
- 2013
- 2013, 2015